# Суинтон, Тильда
Кэ́трин Мати́льда (Ти́льда) Суи́нтон (англ. Katherine Matilda «Tilda» Swinton; род. 5 ноября 1960, Лондон, Англия, Великобритания) — британская актриса. Призёр двух крупнейших кинофестивалей мира — Берлинского (1988, 2008) и Венецианского (1991). Лауреат премий «Оскар» и BAFTA в категории «Лучшая женская роль второго плана» в фильме «Майкл Клейтон» (2007). Известна по ролям как в независимом кино, так и в блокбастерах.

## Биография

### Происхождение

Родовое поместье клана Киммергем — Kimmerghame House

Герб старшей ветви Суинтонов — в чёрном поле золотое стропило между тремя кабаньими головами

Тильда Суинтон происходит из древнего шотландского рода Суинтон. История её семьи насчитывает более тысячи лет. Первые упоминания о Суинтонах относятся к 886 году, когда их родоначальник Эдульф, лэрд Бамборо, присягнул на верность королю Альфреду Великому, правителю англосаксонского королевства Уэссекс. Владения Суинтонов находились в Нортумбрии и в южной Шотландии. Родовое поместье клана Киммергем —  Kimmerghame House (на илл.).

### Юность
Актриса родилась 5 ноября 1960 года в Лондоне в семье сэра Джона Суинтона, 7-го лэрда Киммергема, и леди Джудит Бэлфур Киллен, родом из Австралии. Детство Тильды прошло в Германии, где в чине генерал-майора британских вооружённых сил служил её отец. В возрасте 10 лет девочку отправили в школу-интернат в Кенте. Одноклассницами Тильды были дочери британской аристократии, и в том числе — леди Диана Спенсер, будущая принцесса Уэльская.
Тильда отлично училась, получая высокие оценки по основным предметам и регулярно становясь победительницей в школьных состязаниях по бегу. Однако, когда её собирались отправить на чемпионат графства, она притворилась, что растянула связки, и таким образом избежала поездки, так как предпочитала, чтобы её стимулом было ощущение победы, а не приза. Ещё будучи в школе, Тильда начала проявлять интерес к театру, принимая участие в ученических постановках. Кроме того, она пела в школьном Мадригальном хоре.
Далее Суинтон продолжила образование в другом престижном учебном заведении страны — колледже Феттс в столице Шотландии Эдинбурге, среди выпускников которого значатся в числе прочих премьер-министр Великобритании Тони Блэр, теоретик рекламы Дэвид Огилви и предок актрисы Алан Арчибальд Кэмпбелл-Суинтон, чьи исследования легли в основу изобретения телевидения. После колледжа Суинтон  отправилась волонтером в Африку и пробыла там два года, работая в школах Кении и ЮАР. В тот же период, с юных лет сочувствуя левым идеям, она вступила в Коммунистическую партию Великобритании.

### Роли в театре
В 1980 году Суинтон поступила в колледж Мюррей-Эдвардс — женский колледж при Кембриджском университете, — где её дисциплинами стали политология, социология и английская литература. Там она играла на сцене знаменитого студенческого театра «Кембриджские лицедеи» в постановках «Герцогиня Мальфи» по пьесе Джона Уэбстера, «Комедия ошибок» и «Сон в летнюю ночь» по пьесам Шекспира.
Проучившись в Нью-Холле до 1983 года, Суинтон присоединилась к труппе знаменитого Королевского Шекспировского театра в Стратфорде, членами которой были будущие знаменитости Гэри Олдмен, Кеннет Брана, Дэниел Дэй-Льюис, Джульет Стивенсон, Гарриет Уолтер и Фиона Шоу. Однако там Суинтон не удалось в полной мере проявить свои способности. В 1984 году она была задействована в четырёх спектаклях, но на незначительных ролях — появилась в роли Джульетты в «Мере за меру» и плебейки в «Юлии Цезаре» (оба спектакля были поставлены по пьесам Шекспира), монахини в «Дьяволах» и матери солдата в спектакле «Мамаша Кураж и её дети» по одноимённой пьесе Бертольта Брехта с Джуди Денч и Зои Уонамейкер в главных ролях.
Разочарованная Суинтон отправилась на поиски более провокационных театральных форм в Эдинбург. Там в 1985 году состоялся её дебют на сцене театра «Траверс» в постановке «Белая роза», в котором кроме неё участвовали всего два актёра. В этом спектакле о вкладе женщин в противостояние фашистам в Сталинграде Суинтон исполнила роль инженера Ирины Паспортниковой. Тогда же Суинтон познакомилась с Джоном Бирном, сорокапятилетним шотландским художником и драматургом — он оформлял декорации к постановке — за которого вышла замуж четыре года спустя.

### Первые роли в кино и телевидении
Карьера Суинтон продолжала развиваться. В 1986 году она дебютировала на телевидении в фильме «Застроцци», современной интерпретации готического романа Шелли и одном из самых дорогих проектов британского телеканала Channel 4. В том же году состоялся дебют актрисы в кино — в паре с Удо Киром она снялась в картине «Эгомания: остров без надежды» режиссёра Кристофа Шлингензифа, известного своим радикальным подходом к искусству.

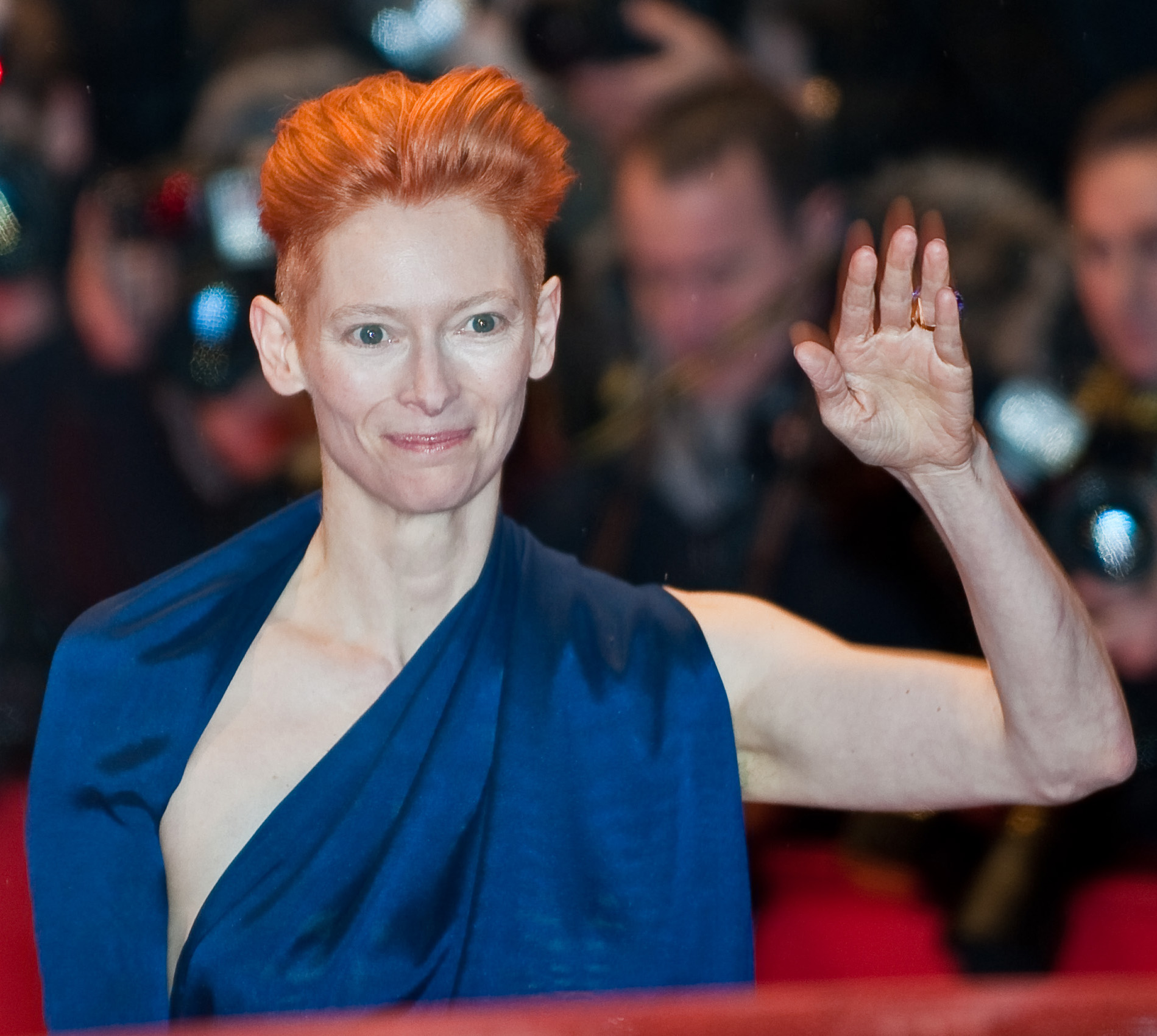
Тильда Суинтон на Берлинском кинофестивале в 2010 году

Далее последовала картина «Караваджо» — биографическая фантазия британского режиссёра-авангардиста Дерека Джармена на тему жизни и творчества великого итальянского живописца Микеланджело да Караваджо. В этом фильме, в котором режиссёр придаёт отношениям художника и его модели Рануччо (в его роли снялся Шон Бин) гомосексуальный оттенок, Суинтон исполнила роль Лены — любовницы Рануччо и натурщицы Караваджо. Знакомство с Джарменом стало важным этапом в формировании творческого пути актрисы. Его идеи, его отличающиеся от общепринятых взгляды на жизнь и искусство совпадали с её собственными, и потому режиссёр и актриса с лёгкостью находили общий язык. Всего Суинтон появилась в девяти проектах Джармена.
В том же 1986 году актриса приступила к съёмкам в немецком фильме «Открытая вселенная» — истории о молодом датчанине Роберте, который убивает отца и затем совокупляется с собственной матерью, роль которой и исполнила Суинтон. Режиссёром этого экспериментального триллера, представленного зрителям только в 1993 году, стал Клаус Выборны, один из операторов картины Вернера Херцога «Каждый за себя, а Бог против всех» (в прокате в США — «Загадка Каспара Хаузера»).
В 1987 году Суинтон появилась в картине «Ария» — фильме-компиляции из нескольких десятиминутных эпизодов, снятых разными авторами на тему оперы. Над фильмом работали Роберт Олтмен, Жан-Люк Годар, Кен Расселл и другие режиссёры — в том числе Джармен, в новелле которого под названием Depuis le jour и участвовала актриса. В том же году она снялась в фантастическом фильме «Смерть Дружбы». Действие фильма разворачивается на Ближнем Востоке во время конфликта Палестины и Иордании в 1970 году. Журналист Салливан спасает героиню Суинтон от преследования боевиков ООП, а затем узнаёт, что она — андроид по имени Дружба, много лет назад отправленная инопланетянами с миссией мира на Землю.
Не сделав пока окончательного выбора между кино и театром, в 1987 году Суинтон приняла участие в трёх театральных постановках — «Путеводитель», «Мероприятие» по пьесе Бертольта Брехта и «Человек человеку». В последнем спектакле, основанном на реальной истории, она предстала в роли женщины, которая, чтобы выжить в нацистской Германии, вынуждена скрываться под именем своего погибшего мужа.

### Муза Дерека Джармена
Тильда никогда не ошибается - у нее первоклассное чутье,
В 1988 году, после короткометражного фильма «Степени слепоты», созданного ассистентом Джармена под впечатлением поэмы Уильяма Блейка, Суинтон снялась у самого Джармена в двухминутном видео «Вдохновение» по авангардной гомоэротичной опере современного итальянского композитора Сильвано Буссотти.
Далее последовала ещё одна работа у Джармена в фильме «На Англию прощальный взгляд». Эта апокалиптическая драма, отснятая на киноплёнку формата «8 Супер», представляла собой довольно хаотичное смешение самых разнообразных сюжетов — от королевского бракосочетания до Фолклендского конфликта, — объединённых общим мотивом размышления о судьбе нации при Маргарет Тэтчер. Суинтон появилась в сверхъестественной сцене-пародии на свадьбу принца Чарльза и леди Дианы Спенсер, где, поддавшись порыву импровизации, разорвала на себе свадебное платье.

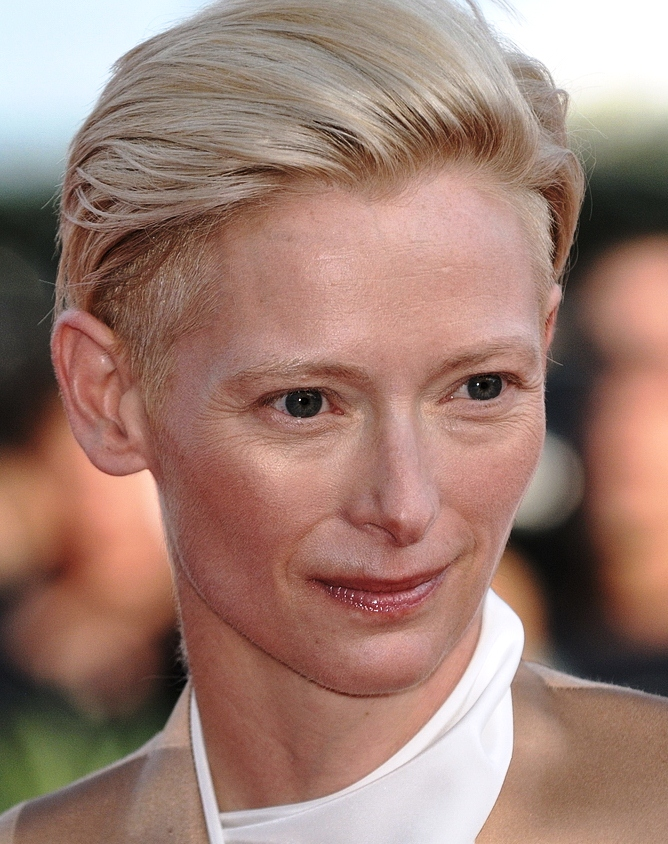
Тильда Суинтон в 2012 году

На Берлинском кинофестивале 1988 года Суинтон получила свою первую кинонаграду — специальный приз «Тедди», вручаемый за фильмы о гомосексуальных людях.
Вскоре последовала очередная работа у Джармена. Это была отснятая в рекордно короткие сроки (три месяца) антивоенная драма «Реквием войны» (1989), визуальный ряд к оратории британского композитора Бенджамина Бриттена и поэмам Уилфреда Оуэна — британского поэта, погибшего всего за неделю до окончания Первой мировой войны. В этом проекте Суинтон исполнила роль медсестры. Образ её героини символизировал сострадание и беспомощность перед ликом войны. Помимо неё в фильме участвовали Натаниель Паркер, Шон Бин и Лоренс Оливье, для которого роль Старого солдата, перебирающего медали в инвалидном кресле, стала последним появлением на экране (в июле 1989 года он умер в возрасте восьмидесяти двух лет). Критики высоко оценили игру актёрского ансамбля в этом пронзительном и способном шокировать фильме, явившем собой яркое антивоенное высказывание.
В том же году актриса приняла участие в телефильме «Исполни мне что-нибудь» по рассказу лауреата премии Букера Джона Бёрджера. Писатель сам исполнил главную роль, сыграв таинственного незнакомца, развлекающего беседой группу пассажиров (среди которых была героиня Суинтон) в аэропорту Барры, острова в архипелаге Внешних Гебридских островов.
В 1989 году актриса завершила свою театральную карьеру, приняв напоследок участие в театральных постановках «Долгое путешествие вокруг света» и «Моцарт и Сальери» по трагедии Пушкина. В последнем спектакле она впервые предстала в образе мужчины — самого великого Моцарта. Далее, в 1990 году она появилась в роли официантки Кисси Крауч в телесериале «Твоё неверное сердце» по сценарию Джона Бирна. В том же году Тильда и Джон поженились.
Суинтон вновь появилась у Джармена в 1990 году в дерзкой провокационной драме «Сад». Режиссёр умирал от СПИДа, которым был болен уже четыре года, и это смертельное заболевание наложило тяжёлый отпечаток на его творчество и на эту картину в особенности. Съёмки проходили в импровизированном саду, засыпанном гравием, около дома Джармена в окрестностях атомной электростанции в Дандженессе, куда режиссёр переехал вскоре после того, как у него была диагностирована болезнь. Там, в этом необычном пространстве на фоне смутных очертаний электростанции, разворачивалось действие практически лишённой диалогов картины. Оно являло собой чередование сцен на тему Нового Завета и было плотно завязано на отношении церкви и общества к гомосексуальности. Искажение религиозных сюжетов в фильме граничило с богохульством — олицетворением Христа стала гомосексуальная пара, а Суинтон предстала в образе Девы Марии, которая скрывается от преследования репортёров, изображая тем самым бегство в Египет.
Появившись в 1991 году в немецком фильме «Вечеринка: Натюрморт», режиссёром которого была её подруга Синтия Беатт, Суинтон приступила к съёмкам в новом проекте Джармена — драме «Эдуард II» по пьесе драматурга елизаветинской эпохи Кристофера Марло. Сюжет фильма был построен на истории любовных отношений короля Англии Эдуарда II и его фаворита Пьера Гавестона. Суинтон сыграла надменную королеву Изабеллу, которая, будучи отвергнутой мужем, при поддержке суда и церкви заставила короля подписать указ об изгнании фаворита. За блестящее воплощение образа Изабеллы Суинтон получила премию Венецианского кинофестиваля как лучшая актриса 1991 года.
Следующей её работой стала роль жертвы концентрационного лагеря Эллы Герик в драме «Человек человеку» (1992), экранизации одноимённого спектакля, в котором Суинтон играла пять лет назад. Обстоятельства заставили её героиню вести жизнь под именем своего погибшего мужа Макса — она носила мужскую одежду, чернила зубы и подкладывала в штаны кроличью ногу, чтобы сделать этот трагический маскарад правдоподобным. Режиссёром ленты выступил Джон Мэйбери, художник по костюмам джарменовского «Юбилея».

### «Орландо»
1992 год стал поворотным в карьере актрисы — она исполнила главную роль в фильме Салли Поттер «Орландо» по знаменитому роману-биографии Вирджинии Вулф, и эта картина стала, пожалуй, самым известным фильмом с её участием. Фильм разделён на семь смысловых частей — «Смерть», «Любовь», «Поэзия», «Политика», «Общество», «Секс» и «Рождение» — и охватывает период в 350 лет. Первую половину этого срока Орландо проживает мужчиной, а вторую — женщиной.
Первая часть и история Орландо начинаются в эпоху королевы Елизаветы I, которая благоволит миловидному шестнадцатилетнему юноше и делает его своим фаворитом. На смертном одре она жалует ему значительное состояние, а взамен просит не увядать и оставаться вечно молодым. Вторая часть описывает историю первого сильного чувства Орландо — любви к дочери русского посла Саше, с которой он познакомился, катаясь на коньках по скованной льдом Темзе во время Великих морозов 1607 года. Но Саша предаёт чувства Орландо, и, разочаровавшись в женщинах, он удаляется в своё поместье, где засыпает беспробудным сном на целую неделю. Проснувшись, Орландо находит новое увлечение — поэзию, — и выписывает из Лондона известного поэта, чтобы побеседовать с ним об искусстве, однако тот тоже не оправдывает его ожиданий.

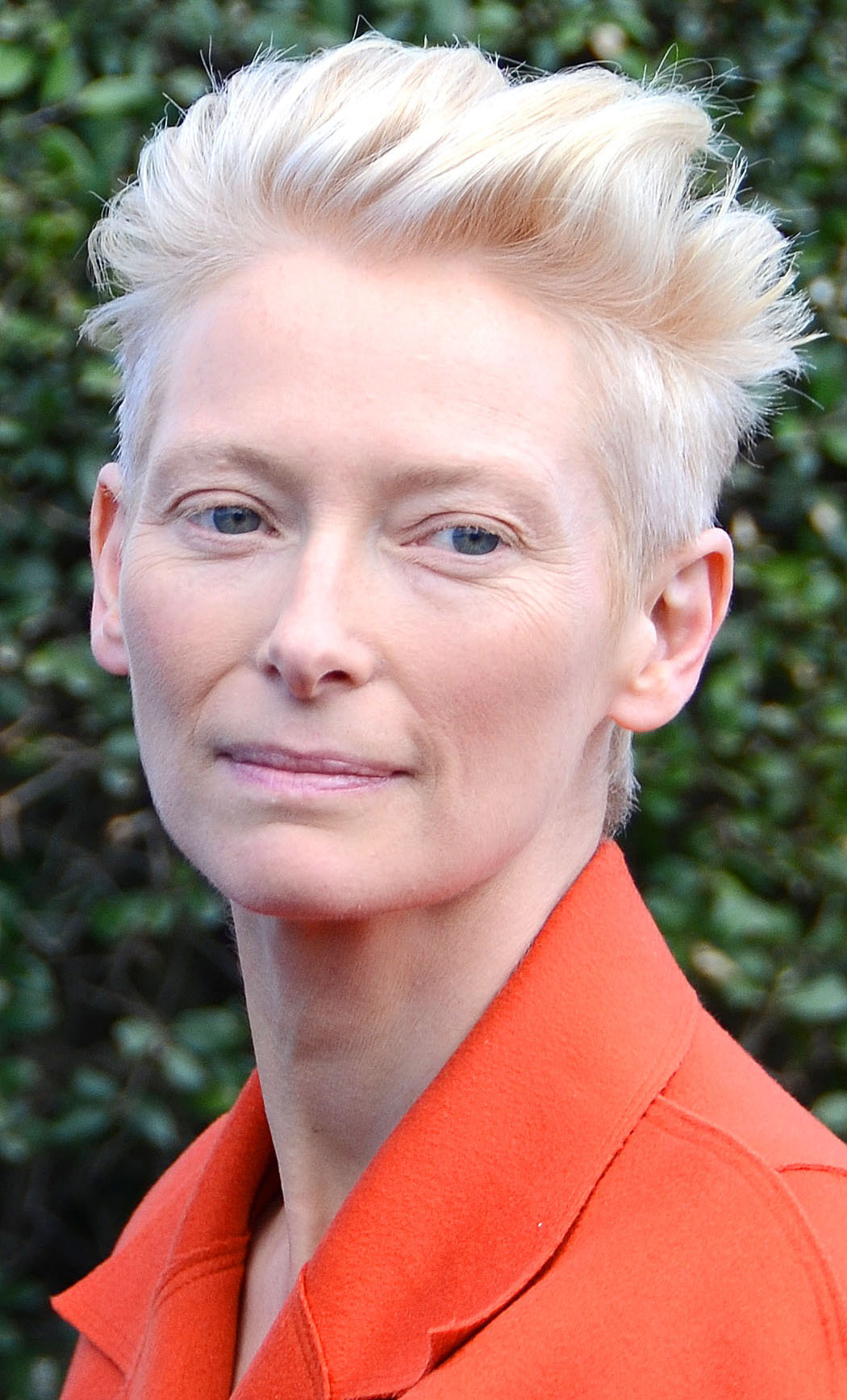
Тильда Суинтон на кинофестивале в Довиле, 7 сентября 2013 года

Расставшись с очередными иллюзиями, Орландо отправляется с посольством в Константинополь — так начинается четвёртая часть фильма. Он делает политическую карьеру, но, однажды заснув, просыпается существом иного пола. Теперь женщина, Орландо возвращается в Англию, где за время её отсутствия наступила эпоха Просвещения. Она входит в высшее общество, посещает салоны, но пресыщается и этим занятием. Покончив с обществом, Орландо знакомится с Мармадьюком Шелмердином (его роль исполнил Билли Зейн), влюбляется в него и открывает для себя секс. Уже в начале XX века Орландо становится матерью — и это становится финалом картины.
Игра актрисы — «ошеломляющая», одинаково убедительная как в облике женщины, так и мужчины — получила восторженные отзывы критиков. На Международном кинофестивале в Сиэтле Суинтон получила премию лучшей актрисы года, а сама картина была признана лучшим фильмом на Венецианском кинофестивале и получила ряд других престижных кинонаград.

### Продолжение карьеры
Озвучив Офелию в мультфильме «Гамлет», Суинтон вернулась к Джармену и в 1993 году приняла участие в двух его фильмах. Первым стал «Витгенштейн», ещё одна биографическая фантазия Джармена, на сей раз — о жизни известного философа XX века Людвига Витгенштейна. Суинтон появилась там в роли леди Оттолин Моррелл, любовницы Бертрана Рассела, друга и наставника Витгенштейна во время его учёбы в Кембридже, где начали формироваться идеи будущего философа и где он впервые осознал свою гомосексуальность. Вторым фильмом стала начисто лишённая визуального ряда предсмертная лента Джармена «Blue» — за кадром на фоне синего плана звучали лишь голоса Суинтон, двух других актёров и самого режиссёра, рассказывающего о своих последних днях.
19 февраля 1994 года Джармен умер. Глубоко переживая потерю друга, Суинтон перестала сниматься (в 1994 году она появилась на съёмочной площадке лишь однажды — в экспериментальном фильме «Воспоминание о мимолётном: правдивые истории, визуальная ложь»). Она увлеклась бегами и проводила много времени, делая ставки на ипподроме.
В 1995 году Суинтон приняла участие в выставке художницы-авангардистки Корнелии Паркер, на неделю превратившись в живого экспоната — она проводила по восемь часов в день, лёжа, словно Спящая Красавица, с закрытыми глазами в стеклянном боксе. После того как актриса побывала с выставкой в Риме и снялась в видеоклипе техно-группы Orbital, состоялось её возвращение в кино — в драме 1996 года «Женская извращённость» по одноимённому феминистскому трактату Луизы Каплан. Как и прежде, Суинтон прекрасно передала характер своей героини — преуспевающего адвоката Ив Стефенс, скрывающей под маской внешнего благополучия тёмный мир своей сексуальности, насыщенный запретными эротическими фантазиями. «Женская извращённость» вошла в конкурсную программу фестиваля независимого кино Сандэнс.
В 1997 году Суинтон снялась в фантастическом фильме Линн Хершман-Лисон «Задумывая Аду» — истории о женщине, которая, используя киберпространство как машину времени, находит способ связаться с давно покойной дочерью лорда Байрона — героиней Суинтон Адой, известным математиком XIX века. В том же году актриса стала матерью, родив близнецов Ксавье и Онор, а затем, желая больше времени уделять семье, вновь сократила участие в кинопроектах до минимума и переехала с мужем и детьми из Челси на северо-восток Шотландии.
Следующее её появление на экранах произошло в 1998 году в биографическом фильме её давнего знакомого Джона Мэйбери «Любовь — это дьявол: штрихи к портрету Фрэнсиса Бэкона», в основу которого легла история взаимоотношений знаменитого художника-экспрессиониста Фрэнсиса Бэкона и его любовника Джорджа Дайера. В этом фильме Суинтон была практически неузнаваема в роли Мюриэль Белчер, владелицы лондонского паба Colony Club, завсегдатаем которого был Бэкон.
Совсем иным было появление актрисы в режиссёрском дебюте Тима Рота — психологическом триллере 1999 года «Зона военных действий» по одноимённому произведению Александра Стюарта, фильме о чудовищных взаимоотношениях между членами одной английской семьи. Суинтон исполнила роль матери, узнавшей от сына, что её муж вступил в кровосмесительную связь с их собственной дочерью.
В 2000 году Суинтон появилась в приключенческом триллере Дэнни Бойла «Пляж», снятому по одноимённому роману Алекса Гарленда с  Леонардо Ди Каприо в главной роли. В этом фильме о молодом американце Ричарде, попадающем на уединённый остров, актриса исполнила роль Сэл — женщины, которая возглавляет коммуну добровольно удалившихся от цивилизации островитян.
Далее в том же году последовала работа в мистической ленте известного канадского режиссёра Робера Лепажа «Возможные миры». Фильм начинается с загадочного преступления — полиция обнаруживает труп некоего Джорджа Барбера, из черепа которого извлечены мозги. Однако Джордж вовсе не мёртв, он продолжает жить в нескольких параллельных мирах, в каждом из которых встречает в различных воплощениях героиню Суинтон, женщину по имени Джойс. По сути актриса сыграла четыре самостоятельные роли, и каждую из них исполнила с блеском.

### Голливуд
После «Пляжа», снятого на деньги кинокомпании 20th Century Fox, Суинтон стали приглашать в голливудские проекты, и, если сценарии производили на неё впечатление, актриса принимала эти предложения. Первой голливудской картиной Суинтон стал фильм «На самом дне» (2001) — мистический триллер по роману Элизабет Холдинг.
Фильм повествует о женщине Маргарет Холл, которая вместе с тремя сыновьями живёт на берегу озера Тахо. Маргарет обеспокоена гомосексуальными наклонностями старшего сына, но настоящие неприятности начинаются, когда она обнаруживает около дома труп его любовника. Подозревая, что преступление мог совершить сын, Маргарет прячет тело убитого в озере, но некто узнаёт об этом поступке и начинает её шантажировать.

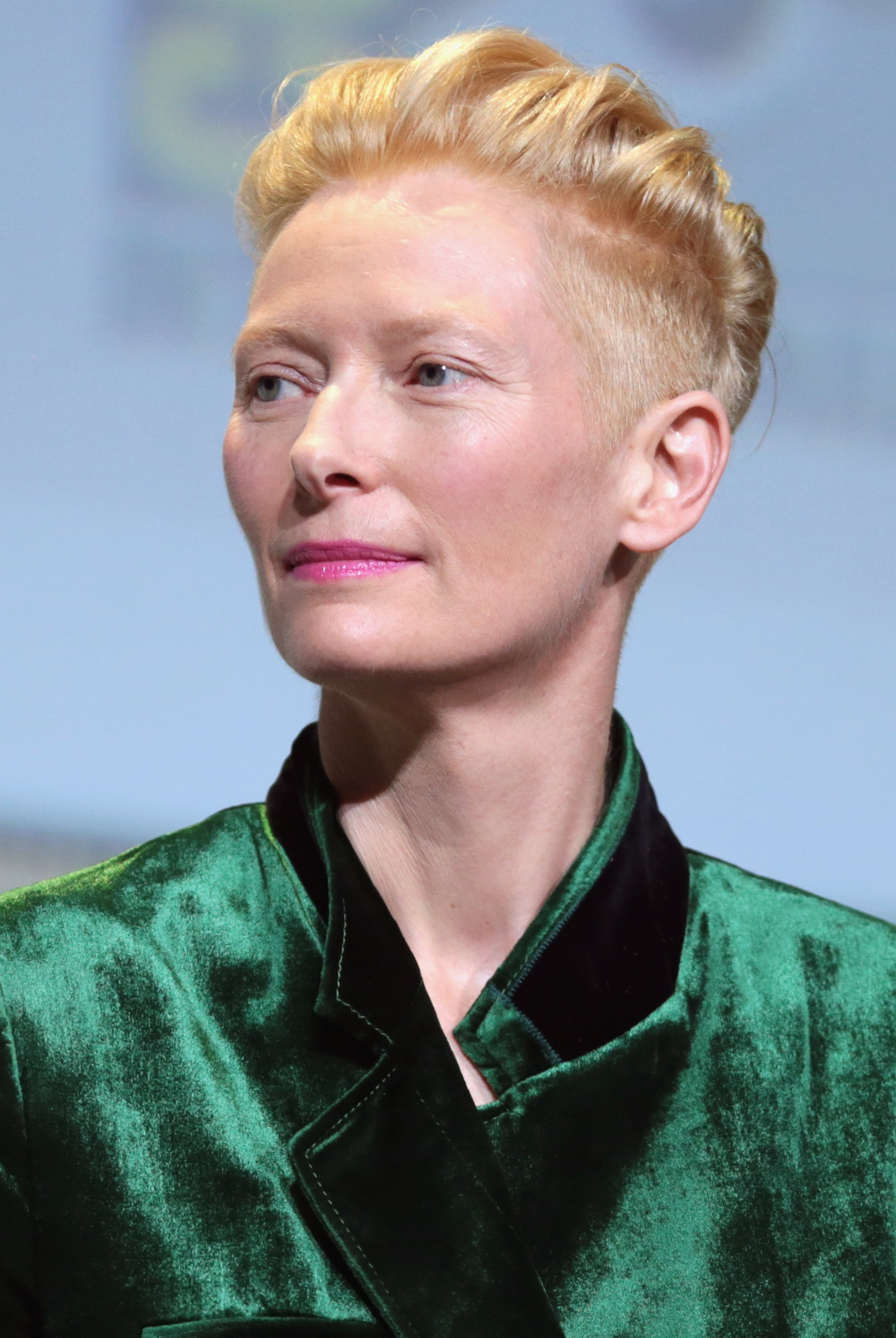
Тильда Суинтон на San Diego Comic-Con International в 2016 году

За роль Маргарет Суинтон была номинирована на получение ряда престижных кинонаград (в том числе на «Золотой глобус») и в итоге была награждена премиями Общества кинокритиков Бостона и Общества кинокритиков Лас-Вегаса как лучшая актриса. В том же году она сыграла эпизодическую роль в триллере Кэмерона Кроу «Ванильное небо», а через год ещё одну второстепенную роль — в фильме «Адаптация».
В 2002 году Суинтон вновь поработала с Линн Хершман-Лисон. На этот раз она приняла участие в фантастическом фильме «Техносекс», истории о биогенетике Розетте Стоун, создателе трёх своих клонов — киборгов Руби, Олив и Маринн, у которых есть одна интересная особенность: для поддержания существования им необходимо подпитываться Y-хромосомами, которые содержатся в мужской сперме. Чтобы добыть необходимую субстанцию, Руби регулярно выходит на городские улицы и соблазняет мужчин, но после секса с киборгом те просыпаются импотентами и с небольшим штрих-кодом на лбу. В этом фильме Суинтон принадлежали все четыре главные роли — и биогенетика Стоун, и трёх её клонов.
Далее актриса снялась у себя на родине в драме Дэвида Маккензи «Молодой Адам» по мотивам одноимённого романа Александра Трокки. Действие фильма разворачивается в 1950-х годах в Шотландии. Героиня Суинтон — хозяйка угольной баржи Элла Голт — живёт в унылом супружестве, пока на баржу не нанимается бродяга Джо, в прошлом писатель-неудачник. Между ним и Эллой вспыхивает страсть, но затем муж и любовник вылавливают из реки труп молодой женщины — бывшей подруги Джо, которая не покончила с собой, как казалось на первый взгляд, а была убита. Эта работа принесла Суинтон премию BAFTA за лучшую женскую роль в шотландском фильме.
В 2003 году актриса вместе с такими звёздами как Майкл Кейн и Шарлотта Рэмплинг появилась в драме «Приговор», в котором её героиня, судья Аннемари Ливи, поднимает давнее дело Пьера Броссара, пособника нацистов во Франции времён режима Виши, с намерением добиться, чтобы он ответил за совершённые 60 лет назад преступления против человечества.
После небольшого перерыва Суинтон появилась в необычном проекте — видеоинсталляции турецкого модельера Хусейна Чалаяна «Отсутствие присутствия», которая была представлена в павильоне Турции на 61-м Венецианском кинофестивале. По мнению модельера, андрогинный облик актрисы идеально подходил для его режиссёрского дебюта. 2005 год стал довольно плодотворным для Суинтон в творческом плане — она была задействована сразу в четырёх картинах. Сначала она снялась в остроумной мелодраме «Дурная привычка», сыграв роль матери семнадцатилетнего подростка Джастина, который никак не может избавиться от привычки сосать палец. Далее впервые за свою карьеру актриса появилась в крупнобюджетном голливудском проекте — в мистическом триллере «Константин: Повелитель тьмы», где её партнёром стал Киану Ривз, а Суинтон сыграла ангела Габриэль.
В 2005 году Суинтон по приглашению Джима Джармуша снялась в его фильме «Сломанные цветы» с Биллом Мюрреем в главной роли. Эта неторопливая картина начинается с момента, когда герой Мюррея, постаревший дамский угодник Дон Джонстон, получает письмо с сообщением о том, что у него есть девятнадцатилетний сын. Так как письмо было не подписано, он отправляется на поиски матери своего гипотетического сына и посещает своих былых подруг, с которыми был близок двадцать лет назад. Одну из этих женщин — Пенни — и сыграла Суинтон. Появление её героини на экране было совсем коротким — едва увидев бывшего любовника на пороге, она захлопывает перед его носом дверь.
В драме 2006 года «Стефани Дэйли» Суинтон исполнила роль судебного психолога Лидии Крейн. Лидии предстоит непростая задача — определить, была ли вменяема шестнадцатилетняя Стефани в момент убийства своего новорождённого ребёнка, преждевременно появившегося на свет, и действительно ли она до самых родов не подозревала о том, что беременна. Положение усугубляется тем, что у Лидии недавно был выкидыш, а во время расследования она сама находится на 8 месяце беременности. В январе 2006 года фильм был представлен на Sundance Film Festival и получил награду за лучший сценарий.
В 2007 году Суинтон приняла участие в съёмках первого полнометражного фильма одиозного музыканта Мэрилина Мэнсона «Фантасмагория: Видения Льюиса Кэрролла», где сам Мэнсон предстал в роли Льюиса Кэрролла. Выход этой картины был намечен на 2011 год, однако в 2010 году съёмки были остановлены. Также Суинтон появилась в драме венгерского режиссёра-авангардиста Белы Тарра «Человек из Лондона» по роману Жоржа Сименона.

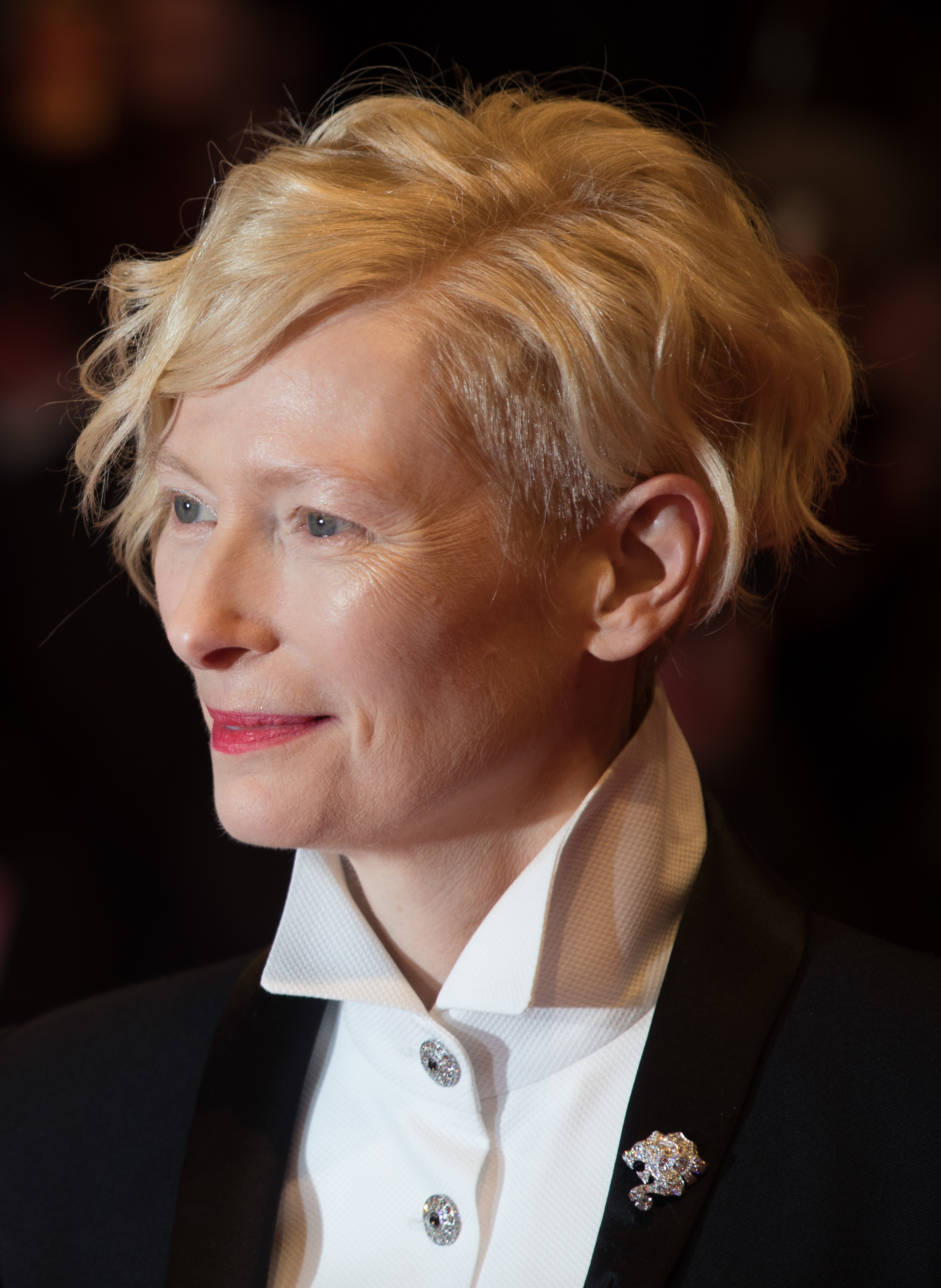
Тильда Суинтон на Берлинском кинофестивале в 2018 году

В 2008 году актриса получила своего первого «Оскара» за лучшую роль второго плана в фильме «Майкл Клейтон», съёмки которого завершились ещё в 2006 году. В фильме актриса играет бизнесвумен Карен Краудер, которой приходится идти на серьёзное преступление, чтобы исправить возникшие рабочие неприятности. Краудер делает свой свободный выбор, а затем несёт за него ответственность.
В том же году Суинтон сыграла в ещё одном крупном голливудском проекте «Хроники Нарнии: Лев, колдунья и волшебный шкаф» производства студии The Walt Disney Company. В этой картине по одноимённому произведению Клайва Льюиса актриса появилась в облике злой колдуньи, погрузившей волшебную страну Нарнию в вечную зиму. Изначально предполагалось, что в этой роли будет задействована Мишель Пфайффер, но по семейным обстоятельствам актриса не смогла принять участие в фильме, и на её место пригласили Суинтон. Это был безупречный выбор — по мнению критиков, актриса была рождена для этой роли, а её внешность идеально совпадала с описанием колдуньи в первоисточнике: «Лицо у неё тоже было белое — не просто бледное, а белое, как снег, как бумага, как сахарная глазурь на пироге, а рот — ярко-красный. Красивое лицо, но надменное, холодное и суровое».
2011 год принёс Суинтон роль несчастной матери подростка-убийцы в британской драме «Что-то не так с Кевином». Её актёрская работа была в очередной раз высоко оценена кинокритиками, а за её исполнение Суинтон выдвигалась на премии «Золотой глобус» и BAFTA. Из шорт-листа «Оскара» актрису вытеснила более молодая Руни Мара. В 2012 году Тильду можно было увидеть в фильме Уэса Андерсона «Королевство полной луны».
В 2013 году Суинтон сыграла главную роль в фэнтезийной драме Джима Джармуша «Выживут только любовники». Её партнёром по картине стал Том Хиддлстон. В том же году вышли ещё два фильма при участии Суинтон: «Сквозь снег» с Крисом Эвансом и «Теорема Зеро» с Кристофом Вальцем. В 2014 году вышел кинофильм «Отель «Гранд Будапешт»» Уэса Андерсона, в котором наряду со Суинтон сыграли такие актёры, как Рэйф Файнс, Сирша Ронан, Эдриен Броуди, Джуд Лоу, Леа Сейду, Оуэн Уилсон и Билл Мюррей. Фильм был награждён несколькими кинопремиями и признан одним из 10 лучших фильмов года.
В 2015 году Тильда Суинтон сыграла в фильмах «Девушка без комплексов» и «Большой всплеск», а в 2016 году — в картинах «Да здравствует Цезарь!» Братьев Коэн и «Доктор Стрэндж». В последнем — Суинтон исполнила роль Древней, духовного наставника персонажа Бенедикта Камбербэтча.
В 2018 году вышел фильм «Суспирия», ремейк одноимённого фильма 1977 года Дарио Ардженто. Тильда Суинтон исполнила в картине сразу три роли.
В 2020 году Тильда снялась в главной роли в фильме «Человеческий голос» режиссёра Педро Альмодовара, поставленому по пьесе Жана Кокто. В 2021 году на широкие экраны вышли сразу два фильма, снятые при участии актрисы: «Французский вестник» Уэса Андерсона и «Память».
В начале сентября 2022 года в российский прокат вышел фэнтези Джорджа Миллера «Три тысячи лет желаний» с Тильдой в главной роли. Роль джинна в картине исполнил Идрис Эльба.

### Участие в кинофестивалях
В 1988 году Тильда Суинтон была выбрана в жюри 38-й Берлинского международного кинофестиваля, в 1993 году вошла в состав жюри XVIII Московского международного кинофестиваля, а в 2004 году стала членом жюри Каннского кинофестиваля.
В августе 2008 года актриса выступила организатором и спонсором Шотландского кинофестиваля The Ballerina Ballroom Cinema Of Dreams в Нэрне.
В 2009 году Тильда Суинтон возглавила жюри 59-го Берлинского кинофестиваля.

## Личная жизнь
Суинтон жила с шотландцем Джоном Патриком Бирном, художником и драматургом, от которого родила двойняшек — сына Ксавье и дочь Онор (род. 6 октября 1997). Картины Бирна входят в коллекцию Национальной портретной галереи Шотландии (Эдинбург).
С 2004 года актриса встречается с художником из Новой Зеландии Сандро Коппом.
15 января 2021 года Тильда Суинтон совершила каминг-аут, как квир-персона.

## Фильмография
| Год  |     | Русское название                                              | Оригинальное название                                          | Роль                                  |
| ---- | --- | ------------------------------------------------------------- | -------------------------------------------------------------- | ------------------------------------- |
| 1986 | ф   | Караваджо                                                     | Caravaggio                                                     | Лена                                  |
| 1986 | ф   | Открытая вселенная                                            | Das Offene Universum                                           | Карла                                 |
| 1986 | ф   | Эгомания: остров без надежды                                  | Egomania: Insel ohne Hoffnung                                  | Салли                                 |
| 1986 | мтф | Застроцци                                                     | Zastrozzi: A Romance                                           | Джулия                                |
| 1987 | ф   | Смерть Дружбы                                                 | Friendship’s Death                                             | Дружба                                |
| 1987 | ф   | Ария                                                          | Aria                                                           | Девушка                               |
| 1988 | ф   | На другом краю мира                                           | Das Andere Ende der Welt                                       | Имя персонажа неизвестно              |
| 1988 | кор | Степени слепоты                                               | Degrees of Blindness                                           | Имя персонажа неизвестно              |
| 1988 | кор | Вдохновение                                                   | L’Ispirazione                                                  | Имя персонажа неизвестно              |
| 1988 | ф   | На Англию прощальный взгляд                                   | The Last of England                                            | Горничная                             |
| 1989 | ф   | Реквием войны                                                 | War Requiem                                                    | Медсестра                             |
| 1989 | ф   | Исполни мне что-нибудь                                        | Play Me Something                                              | Парикмахер                            |
| 1990 | ф   | Сад                                                           | The Garden                                                     | Дева Мария                            |
| 1990 | с   | Твоё неверное сердце                                          | Your Cheatin' Heart                                            | Кисси Крауч                           |
| 1991 | ф   | Вечеринка: Натюрморт                                          | The Party: Nature Morte                                        | Куини                                 |
| 1991 | ф   | Эдуард II                                                     | Edward II                                                      | Изабелла                              |
| 1992 | ф   | Орландо                                                       | Orlando                                                        | Орландо                               |
| 1992 | мтф | Гамлет                                                        | Shakespeare: The Animated Tales                                | Офелия                                |
| 1992 | с   | От человека к человеку                                        | Screenplay                                                     | Элла (Макс) Герик                     |
| 1993 | ф   | Витгенштейн                                                   | Wittgenstein                                                   | Леди Оттолин Моррелл                  |
| 1993 | ф   | Блю                                                           | Blue                                                           | Рассказчик                            |
| 1994 | ф   | Воспоминание о мимолётном: Правдивые истории, визуальная ложь | Remembrance of Things Fast: True Stories Visual Lies           | Имя персонажа неизвестно              |
| 1996 | ф   | Женская извращённость                                         | Female Perversions                                             | Ева Стивенс                           |
| 1997 | ф   | Задумывая Аду                                                 | Conceiving Ada                                                 | Ада Лавлейс                           |
| 1998 | тф  | Любовь — это дьявол. Штрихи к портрету Ф. Бэкона              | Love Is the Devil: Study for a Portrait of Francis Bacon       | Мюриэль Белчер                        |
| 1999 | ф   | Зона военных действий                                         | The War Zone                                                   | Мать                                  |
| 2000 | ф   | Пляж                                                          | The Beach                                                      | Сэл                                   |
| 2000 | ф   | Возможные миры                                                | Possible Worlds                                                | Джойс                                 |
| 2001 | ф   | На самом дне                                                  | The Deep End                                                   | Маргарет Холл                         |
| 2001 | ф   | Ванильное небо                                                | Vanilla Sky                                                    | Ребекка Дирбон                        |
| 2002 | ф   | Адаптация                                                     | Adaptation                                                     | Валери Томас                          |
| 2002 | ф   | Техносекс                                                     | Teknolust                                                      | Розетта / Руби Марин / Олив           |
| 2003 | ф   | Приговор                                                      | The Statement                                                  | Аннемари Ливи                         |
| 2003 | ф   | Молодой Адам                                                  | Young Adam                                                     | Элла Голт                             |
| 2005 | ф   | Отсутствие присутствия                                        | Absent Presence                                                | Оператор                              |
| 2005 | ф   | Дурная привычка                                               | Thumbsucker                                                    | Одри Кобб                             |
| 2005 | ф   | Константин: Повелитель тьмы                                   | Constantine                                                    | Габриэль                              |
| 2005 | ф   | Сломанные цветы                                               | Broken Flowers                                                 | Пенни                                 |
| 2005 | ф   | Хроники Нарнии: Лев, колдунья и волшебный шкаф                | The Chronicles of Narnia: The Lion, the Witch and the Wardrobe | Белая Колдунья                        |
| 2006 | ф   | Стефани Дэйли                                                 | Stephanie Daley                                                | Лидия Крэйн                           |
| 2006 | ф   | Нико                                                          | Nico                                                           | Нико                                  |
| 2007 | ф   | Майкл Клейтон                                                 | Michael Clayton                                                | Карен Хауэр                           |
| 2007 | ф   | Человек из Лондона                                            | The Man from London                                            | Камелия                               |
| 2008 | ф   | Загадочная история Бенджамина Баттона                         | The Curious Case of Benjamin Button                            | Элизабет Эббот                        |
| 2008 | ф   | Стань тенью                                                   | Come Like Shadows                                              | Леди Макбет                           |
| 2008 | ф   | Хроники Нарнии: Принц Каспиан                                 | The Chronicles of Narnia: Prince Caspian                       | Белая Колдунья                        |
| 2008 | ф   | Джулия                                                        | Julia                                                          | Джулия                                |
| 2008 | ф   | После прочтения сжечь                                         | Burn After Reading                                             | Кэтрин Кокс                           |
| 2009 | ф   | Пределы контроля                                              | The Limits of Control                                          | Блондинка                             |
| 2009 | ф   | Я — это любовь                                                | Io sono l'amore                                                | Эмма Рекки                            |
| 2010 | ф   | Хроники Нарнии: Покоритель Зари                               | The Chronicles of Narnia: The Voyage of the Dawn Treader       | Белая Колдунья                        |
| 2011 | ф   | Что-то не так с Кевином                                       | We Need to Talk About Kevin                                    | Ева                                   |
| 2012 | ф   | Королевство полной луны                                       | Moonrise Kingdom                                               | сотрудница социальной службы          |
| 2013 | ф   | Сквозь снег                                                   | Snow Piercer                                                   | Мейсон                                |
| 2013 | ф   | Теорема Зеро                                                  | The Zero Theorem                                               | доктор Шринк-Ром                      |
| 2013 | ф   | Выживут только любовники                                      | Only Lovers Left Alive                                         | Ева                                   |
| 2014 | ф   | Отель «Гранд Будапешт»                                        | The Grand Budapest Hotel                                       | Мадам Д.                              |
| 2015 | ф   | Девушка без комплексов                                        | Trainwreck                                                     | Дианна                                |
| 2015 | ф   | Большой всплеск                                               | A Bigger Splash                                                | Марианна                              |
| 2016 | ф   | Да здравствует Цезарь!                                        | Hail, Caesar!                                                  | Тора (Тессели) Текер                  |
| 2016 | ф   | Доктор Стрэндж                                                | Doctor Strange                                                 | Старейшина                            |
| 2017 | ф   | Окча                                                          | Okja                                                           | Люси (Нэнси) Мирандо                  |
| 2018 | мф  | Остров собак                                                  | Isle of Dogs                                                   | Оракул                                |
| 2018 | ф   | Суспирия                                                      | Suspiria                                                       | Мадам Бланш / Доктор Джозеф Клемперер |
| 2019 | ф   | Сувенир                                                       | The Souvenir                                                   | Розалинд                              |
| 2019 | ф   | Мстители: Финал                                               | Avengers: Endgame                                              | Старейшина                            |
| 2019 | ф   | История Дэвида Копперфилда                                    | The Personal History of David Copperfield                      | Бэтси Тротвуд                         |
| 2019 | ф   | Мёртвые не умирают                                            | The Dead Don't Die                                             | Зельда Уинстон                        |
| 2020 | кор | Человеческий голос                                            | The Human Voice                                                | женщина                               |
| 2021 | ф   | Французский вестник                                           | The French Dispatch                                            | Дж. К. Л. Беренсен                    |
| 2021 | ф   | Память                                                        | Memoria                                                        | Джессика Холланд                      |
| 2021 | ф   | Сувенир: Часть 2                                              | The Souvenir Part II                                           | Розалинд                              |
| 2022 | ф   | Три тысячи лет желаний                                        | Three Thousand Years of Longing                                | Алетейя                               |
| 2022 | мф  | Пиноккио                                                      | Pinocchio                                                      | Синяя фея                             |
| 2022 | ф   | Вечная дочь                                                   | The Eternal Daughter                                           | Джули Харт / Розалинд Харт            |
| 2023 | ф   | Город астероидов                                              | Asteroid City                                                  | Доктор Хикенлупер                     |
| 2023 | ф   | Убийца                                                        | The Killer                                                     | Эксперт                               |
| 2024 | ф   | Конец                                                         | The End                                                        | Мать                                  |
| 2024 | ф   | Комната по соседству                                          | La habitación de al lado                                       | Марта                                 |
|      | ф   | Баллада о маленьком игроке                                    | The Ballad of a Small Player                                   |                                       |

## Роли в театре
| Год       | Русское название                | Оригинальное название     | Роль                     |
| --------- | ------------------------------- | ------------------------- | ------------------------ |
| 1980—1983 | Герцогиня Мальфи                | The Duchess Of Malfi      | Имя персонажа неизвестно |
| 1980—1983 | Комедия ошибок                  | The Comedy Of Errors      | Имя персонажа неизвестно |
| 1980—1983 | Сон в летнюю ночь               | A Midsummer Night’s Dream | Имя персонажа неизвестно |
| 1984      | Мера за меру                    | Measure For Measure       | Джульетта                |
| 1984      | Юлий Цезарь                     | Julius Caesar             | Плебейка                 |
| 1984      | Дьяволы                         | The Devils                | Монахиня                 |
| 1984      | Мамаша Кураж и её дети          | Mother Courage            | Мать солдата             |
| 1985      | Белая роза                      | The White Rose            | Ирина Паспортникова      |
| 1987      | Путеводитель                    | The Tourist Guide         | Имя персонажа неизвестно |
| 1987      | Мероприятие                     | Die Massnahme             | Имя персонажа неизвестно |
| 1987      | Человек человеку                | Man To Man                | Элла Герик / Макс Герик  |
| 1989      | Долгое путешествие вокруг света | The Long Way Round        | Имя персонажа неизвестно |
| 1989      | Моцарт и Сальери                | Mozart And Salieri        | Моцарт                   |

## Награды и номинации
Полный список наград и номинаций на сайте IMDb.com.
| Награды и номинации                          | Награды и номинации | Награды и номинации                           | Награды и номинации                           | Награды и номинации |
| Награда                                      | Год                 | Категория                                     | Работа                                        | Результат           |
| -------------------------------------------- | ------------------- | --------------------------------------------- | --------------------------------------------- | ------------------- |
| Оскар                                        | 2008                | Лучшая женская роль второго плана             | Майкл Клейтон                                 | Победа              |
| Золотой глобус                               | 2002                | Лучшая женская роль — драма                   | Концы в воду                                  | Номинация           |
| Золотой глобус                               | 2008                | Лучшая женская роль второго плана — кинофильм | Майкл Клейтон                                 | Номинация           |
| Золотой глобус                               | 2012                | Лучшая женская роль — драма                   | Что-то не так с Кевином                       | Номинация           |
| BAFTA                                        | 1993                | Лучшая женская роль                           | Орландо От человека к человеку                | Номинация           |
| BAFTA                                        | 2004                | Лучшая женская роль в шотландском фильме      | Молодой Адам                                  | Победа              |
| BAFTA                                        | 2008                | Лучшая женская роль второго плана             | Майкл Клейтон                                 | Победа              |
| BAFTA                                        | 2009                | Лучшая женская роль второго плана             | После прочтения сжечь                         | Номинация           |
| BAFTA                                        | 2012                | Лучшая женская роль                           | Что-то не так с Кевином                       | Номинация           |
| Сатурн                                       | 2006                | Лучшая киноактриса                            | Хроники Нарнии: Лев, колдунья и платяной шкаф | Номинация           |
| Сатурн                                       | 2009                | Лучшая киноактриса второго плана              | Загадочная история Бенджамина Баттона         | Победа              |
| Сатурн                                       | 2017                | Лучшая киноактриса второго плана              | Доктор Стрэндж                                | Победа              |
| Берлинский кинофестиваль                     | 1988                | Премия «Тэдди»                                | н/д                                           | Победа              |
| Берлинский кинофестиваль                     | 2008                | Премия «Тэдди»                                | н/д                                           | Победа              |
| Премия британского независимого кино         | 2003                | Лучшая женская роль                           | Молодой Адам                                  | Номинация           |
| Премия британского независимого кино         | 2005                | Приз Ричарда Харриса                          | н/д                                           | Победа              |
| Премия британского независимого кино         | 2011                | Лучшая женская роль                           | Что-то не так с Кевином                       | Номинация           |
| Премия британского независимого кино         | 2019                | Лучшая женская роль второго плана             | История Дэвида Копперфилда                    | Номинация           |
| Выбор критиков                               | 2008                | Лучшая женская роль второго плана             | Майкл Клейтон                                 | Номинация           |
| Выбор критиков                               | 2009                | Лучший актёрский состав в игровом кино        | Загадочная история Бенджамина Баттона         | Номинация           |
| Выбор критиков                               | 2012                | Лучшая женская роль                           | Что-то не так с Кевином                       | Номинация           |
| Выбор критиков                               | 2015                | Лучшая женская роль второго плана             | Сквозь снег                                   | Номинация           |
| Выбор критиков                               | 2016                | Лучшая женская роль в боевике                 | Доктор Стрэндж                                | Номинация           |
| Сезар                                        | 2009                | Лучшая женская роль                           | Джулия                                        | Номинация           |
| Давид ди Донателло                           | 1993                | Лучшая иностранная актриса                    | Орландо                                       | Победа              |
| Премия Европейской киноакадемии              | 1993                | Лучшая женская роль                           | Орландо                                       | Номинация           |
| Премия Европейской киноакадемии              | 2012                | Лучшая женская роль                           | Что-то не так с Кевином                       | Победа              |
| Независимый дух                              | 2002                | Лучшая женская роль                           | Концы в воду                                  | Номинация           |
| Независимый дух                              | 2015                | Лучшая женская роль                           | Выживут только любовники                      | Номинация           |
| Независимый дух                              | 2019                | Награда имени Роберта Альтмана                | Выживут только любовники                      | Победа              |
| Джини                                        | 2001                | Лучшая женская роль                           | Возможные миры                                | Номинация           |
| Готэм                                        | 2012                | Лучший актёрский ансамбль                     | Королевство полной луны                       | Победа              |
| Готэм                                        | 2014                | Почетная премия за вклад в кино               | н/д                                           | Победа              |
| MTV Movie Awards                             | 2006                | Лучший кинозлодей                             | Хроники Нарнии: Лев, колдунья и платяной шкаф | Номинация           |
| Премия Национального совета кинокритиков США | 2012                | Лучшая женская роль                           | Что-то не так с Кевином                       | Победа              |
| Премия Нью-Йоркского общества кинокритиков   | 2009                | Лучшая женская роль                           | Джулия                                        | Номинация           |
| Спутник                                      | 2002                | Лучшая женская роль — драма                   | Концы в воду                                  | Номинация           |
| Спутник                                      | 2007                | Лучшую женская роль — драма                   | Стефани Дэйли                                 | Номинация           |
| Спутник                                      | 2008                | Лучшая женская роль второго плана             | Майкл Клейтон                                 | Номинация           |
| Спутник                                      | 2010                | Лучшая женская роль — драма                   | Я - это любовь                                | Номинация           |
| Спутник                                      | 2015                | Лучшая женская роль второго плана             | Сквозь снег                                   | Номинация           |
| Премия Гильдии киноактёров США               | 2003                | Лучший актёрский состав в игровом кино        | Адаптация                                     | Номинация           |
| Премия Гильдии киноактёров США               | 2008                | Лучшая женская роль второго плана             | Майкл Клейтон                                 | Номинация           |
| Премия Гильдии киноактёров США               | 2009                | Лучший актёрский состав в игровом кино        | Загадочная история Бенджамина Баттона         | Номинация           |
| Премия Гильдии киноактёров США               | 2012                | Лучшая женская роль                           | Что-то не так с Кевином                       | Номинация           |
| Премия Гильдии киноактёров США               | 2015                | Лучший актёрский состав в игровом кино        | Отель «Гранд Будапешт»                        | Номинация           |
| Венецианский кинофестиваль                   | 1991                | Кубок Вольпи за лучшую женскую роль           | Эдуард II                                     | Победа              |